# NSWRL 1945
Die NSWRL 1945 war die 38. Saison der New South Wales Rugby League Premiership, der ersten australischen Rugby-League-Meisterschaft. Den ersten Tabellenplatz nach Ende der regulären Saison belegte der Eastern Suburbs RLFC. Dieser gewann im Finale 22:18 gegen die Balmain Tigers und gewann damit die NSWRL zum neunten Mal.

## Tabelle
|     | Team                          | Spiele | Siege | Unent. | Ndlg. | Spiel- punkte | Diff. | Tabellen- punkte |
| --- | ----------------------------- | ------ | ----- | ------ | ----- | ------------- | ----- | ---------------- |
| 01. | Eastern Suburbs               | 14     | 11    | 0      | 3     | 276:190       | + 86  | 22               |
| 02. | Newtown Jets                  | 14     | 10    | 1      | 3     | 326:177       | + 149 | 21               |
| 03. | Western Suburbs Magpies       | 14     | 8     | 1      | 5     | 238:192       | + 46  | 17               |
| 04. | Balmain Tigers                | 14     | 6     | 4      | 4     | 252:202       | + 50  | 16               |
| 05. | North Sydney Bears            | 14     | 8     | 0      | 6     | 188:175       | + 13  | 16               |
| 06. | Canterbury-Bankstown Bulldogs | 14     | 4     | 1      | 9     | 217:285       | - 68  | 9                |
| 07. | St. George Dragons            | 14     | 4     | 1      | 9     | 183:253       | - 70  | 9                |
| 08. | South Sydney Rabbitohs        | 14     | 1     | 0      | 13    | 144:350       | - 206 | 2                |

## Playoffs

### Ausscheidungsplayoff
| 16. August | Balmain Tigers | 9 : 5 | North Sydney Bears | Sydney Cricket Ground, Sydney Zuschauer: 17.207 Schiedsrichter: Austin Shiner |
| 16. August | Bericht        |       |                    | Sydney Cricket Ground, Sydney Zuschauer: 17.207 Schiedsrichter: Austin Shiner |

- Das Spiel fand statt, da Balmain und North Sydney punktgleich waren.

### Halbfinale
| 18. August | Eastern Suburbs | 28 : 13 | Western Suburbs Magpies | Sydney Cricket Ground, Sydney Zuschauer: 34.916 Schiedsrichter: Tom McMahon Jr. |
| 18. August | (8:5) Bericht   |         |                         | Sydney Cricket Ground, Sydney Zuschauer: 34.916 Schiedsrichter: Tom McMahon Jr. |

| 25. August | Balmain Tigers | 13 : 9 | Newtown Jets | Sydney Cricket Ground, Sydney Zuschauer: 35.151 Schiedsrichter: George Bishop |
| 25. August | (4:2) Bericht  |        |              | Sydney Cricket Ground, Sydney Zuschauer: 35.151 Schiedsrichter: George Bishop |

### Grand Final
| 1. September | Eastern Suburbs                                                           | 22 : 18        | Balmain Tigers                                                     | Sydney Cricket Ground, Sydney Zuschauer: 44.585 Schiedsrichter: Tom McMahon Jr. |
| 1. September | Versuche: Dunn (3), Arnold Erhöhungen: Dunn (4/4) Straftritte: Dunn (1/3) | (5:10) Bericht | Versuche: Ponchard (2), Dawes, Nielson Erhöhungen: Jorgenson (3/4) | Sydney Cricket Ground, Sydney Zuschauer: 44.585 Schiedsrichter: Tom McMahon Jr. |

| 1  | Ray Pratt     |
| 2  | Lionel Cooper |
| 3  | Paul Tierney  |
| 4  | Johnny Hunter |
| 5  | Ken Foster    |
| 6  | Jack Arnold   |
| 7  | Sel Isle      |
| 8  | Dick Dunn     |
| 9  | Bert Rollason |
| 10 | Sid Hobson    |
| 11 | Wally Rees    |
| 12 | George Watt   |
| 13 | Ray Stehr     |

| 1  | Dave Parkinson  |
| 2  | Bob Nielson     |
| 3  | Cecil Jorgenson |
| 4  | Tom Bourke      |
| 5  | Bob Paterson    |
| 6  | Harry Leo       |
| 7  | Stan Ponchard   |
| 8  | Jack Hampstead  |
| 9  | Sid Ryan        |
| 10 | Jack Metcalf    |
| 11 | Hilton Kidd     |
| 12 | Ted Dawes       |
| 13 | Jack Spencer    |